# (5763) Williamtobin
(5763) Williamtobin es un asteroide perteneciente al cinturón de asteroides descubierto el 23 de junio de 1982 por Alan C. Gilmore y la también astrónoma Pamela M. Kilmartin desde el Observatorio Universitario del Monte John, Isla Sur, Nueva Zelanda.

## Designación y nombre
Designado provisionalmente como 1982 MA. Debe su nombre a William John Tobin, ex-director del Observatorio del Monte John.

## Características orbitales
Williamtobin está situado a una distancia media del Sol de 2,456 ua, pudiendo alejarse hasta 2,862 ua y acercarse hasta 2,050 ua. Su excentricidad es 0,165 y la inclinación orbital 0,262 grados. Emplea 1406,20 días en completar una órbita alrededor del Sol.

## Características físicas
La magnitud absoluta de Williamtobin es 14,7. 